# THE BEST / again 南沙織
『THE BEST / again 南沙織』（ザ・ベスト / アゲイン みなみさおり）は、南沙織のベスト・アルバム。1981年11月1日発売。発売元はCBSソニー。

## 解説
- 1年半ぶりにリリースされたベスト盤。「THE BEST」シリーズで唯一 "Again" が付加されている。
- LPジャケット写真は、1985年4月1日発売のCDベスト『南沙織ベスト・コレクション』のジャケットにも使用されているが、写真が裏焼きになっている。
- アルバム単体作品としてはCD復刻化はされていないが、全楽曲は既に他アイテムでCD化済み。例えば、ソニーミュージックのインターネット・サイト「Sony Music Shop」で現行販売されている6枚組CD-BOX『Cynthia Memories』にすべてが収録されている（「哀愁のページ」は別ヴァージョン）。

## 収録曲

### Side A
1. 人恋しくて
  - 作詞: 中里綴、作曲: 田山雅充、編曲: 水谷公生

第26回NHK紅白歌合戦 歌唱曲
2. 17才
  - 作詞: 有馬三恵子、作曲・編曲: 筒美京平

第22回NHK紅白歌合戦 歌唱曲
3. 潮風のメロディ
  - 作詞: 有馬三恵子、作曲・編曲: 筒美京平
4. 純潔
  - 作詞: 有馬三恵子、作曲・編曲: 筒美京平

第23回NHK紅白歌合戦 歌唱曲
5. 早春の港
  - 作詞: 有馬三恵子、作曲・編曲: 筒美京平
6. 夜霧の街
  - 作詞: 有馬三恵子、作曲・編曲: 筒美京平
7. 哀愁のページ
  - 作詞: 有馬三恵子、作曲・編曲: 筒美京平

### Side B
1. 色づく街
  - 作詞: 有馬三恵子、作曲・編曲: 筒美京平

第24回NHK紅白歌合戦 歌唱曲
2. ひとかけらの純情
  - 作詞: 有馬三恵子、作曲・編曲: 筒美京平
3. 街角のラブソング
  - 作詞・作曲: つのだひろ、編曲: 萩田光雄

第28回NHK紅白歌合戦 歌唱曲
4. 春の予感‐I've been mellow‐
  - 作詞・作曲・編曲: 尾崎亜美
5. 哀しい妖精
  - 作詞: 松本隆、作曲: ジャニス・イアン、編曲: 萩田光雄

第27回NHK紅白歌合戦 歌唱曲
6. Ms. （ミズ）
  - 作詞: 有馬三恵子、作曲・編曲: 筒美京平
7. グッバイガール
  - 作詞・作曲: David Gates、訳詞: 中里綴、編曲: 川村栄二

## 関連作品
- 「THE BEST」シリーズ
  - THE BEST / 南沙織 -1978年6月版-
  - THE BEST / 南沙織 -1978年11月版-
  - THE BEST / 南沙織 -1979年6月版-
  - THE BEST / 南沙織 -1979年11月版-
  - THE BEST / 南沙織 -1980年版-
  - THE BEST / 南沙織 -1982年版-
  - GOLDEN J-POP/THE BEST 南沙織
  - 南沙織 THE BEST 〜 Cynthia-ly　（Super Audio CD）
- シングルセレクション・ベスト
  - 南沙織ヒット全曲集 -1975年版-
  - THE BEST / 南沙織 -1978年6月版-
  - THE BEST / 南沙織 -1979年6月版-
  - 南沙織のすべて
  - 南沙織ベスト・コレクション
  - DREAM PRICE 1000 南沙織 17才
  - DREAM PRICE 1000 南沙織 色づく街
  - 南沙織 スーパー・ベスト
  - 南沙織 BEST OF BEST